# Stanko Janež
Stanko Janež [stánko jánež], slovenski literarni zgodovinar in prevajalec, * 30. marec 1912, Rakek, † 19. januar 2000, Ljubljana.

## Življenje in delo
Janež je študiral slavistiko na Filozofski fakulteti v Ljubljani in leta 1935 diplomiral (kot študent je bil obsojen zaradi revolucionarnega delovanja). Od 1938 do 1954 je poučeval na različnih šolah, npr. na trgovski šoli v Ljubljani. Med NOB je bil aktivist OF, po osvoboditvi je učil ruščino na Ekonomski fakulteti. Nato je bil lektor za slovenščino in bibliotekar v Sarajevu, od 1962 do 1966 je ponovno poučeval na šolah po Sloveniji.
Kot študent je objavljal socialnorealistične črtice, pozneje pa pisal tudi knjižne ocene in poročila ter spremne besede. Prevajal je iz več jezikov, predvsem iz ruščine (npr. izbor Ruska klasična proza, 1948 (COBISS)) in srbohrvaščine. Uredil in komentiral je sarajevske izdaje Franceta Prešerna (COBISS) in Toneta Seliškarja (COBISS), pripravil madžarsko antologijo slovenske literature ter sodeloval pri različnih leksikalnih izdajah z gesli o slovenskih avtorjih. V sodelovanju z M. Ravbarjem je napisal več pregledov slovenske in jugoslovanske književnosti. Zadnja leta se posveča poeziji in prozi (Mohorjeva družba).

## Izbrana bibliografija

### Literarna zgodovina
- Pregled zgodovine jugoslovanske književnost I. Slovenska književnost. Maribor: Obzorja, 1953. Predelana in dopolnjena izdaja z M. Ravbarjem (z deloma spremenjenim naslovom Zgodovina [Pregled] slovenske književnosti) 1957 in več izdaj. (COBISS), (COBISS)
- Vsebine slovenskih literarnih del. Maribor: Obzorja, 1959 in več izdaj. (COBISS)
- Pregled jugoslovanskih književnosti (z M. Ravbarjem). Maribor: Obzorja, 1960 in več izdaj. (COBISS)
- Fran Levec. Monografija. Ljubljana: Partizanska knjiga, 1980. (COBISS)
- Ludvik Mrzel: Luči ob cesti. S. Janež – avtor spremne bes. Ljubljana: MK, 1991. (COBISS)
- Slovenska mladinska proza: poglavitna dela – označitve in vsebine. Ljubljana: samozal., 1993. (COBISS)

### Priročniki in učbeniki
- Ročni obzornik. Ljubljana: Ročni obzornik, 1943. (COBISS)
- Ruski tečaj: prva knjiga. Ljubljana: Slovenski poročevalec, 1945–1946. (COBISS)
- Ruski tečaj. Ljubljana: Slovenski poročevalec, 1946. (COBISS)
- M. Ravbar in S. Janež: Pregled hrvatske, srbske in makedonske književnosti. Maribor: Obzorja, 1958. (COBISS)
- Vsebine slovenskih literarnih del. Maribor: Obzorja, 1959. (COBISS), (COBISS)
- Zapiski vojaka: 1914–1921. Ljubljana: Borec, 1989. (COBISS)
- Priročnik slovenskih, italijanskih, nemških, francoskih in angleških pogovorov in besed. Ljubljana: samozal., 1993. (COBISS)
- S. Janež (več avtorjev):  Slovstveni in kulturnozgodovinski vodnik po Sloveniji. Ljubljana z okolico. Ljubljana: Zavod Republike Slovenije za šolstvo in šport, 1993. (COBISS)
- Svet v žepu: priročnik. Ljubljana: samozal., 1993. (COBISS)

### Spremne besede
- Ludvik Mrzel: Luči ob cesti. Ljubljana: MK, 1991. (COBISS)

### Prevodi
- J. Šur: Od kresov do radia. Ljubljana: MK, 1947. (COBISS)
- I. Nečaev: Povesti o elementih. Ljubljana: MK, 1947. (COBISS)
- Jakob Iljin: Veliki tekoči trak. Ljubljana: MK, 1949. (COBISS)
- Vlado Šegrt: Kri na kamnu. Ljubljana: Borec, 1968. (COBISS)
- Karl May: Pri babilonskih razvalinah. Ljubljana: MK, 1970. (COBISS)
- Galina Serebrjakova: Karl Marx: snovalec novega sveta. Maribor: Obzorja, 1974. (COBISS)
- Aleksander Tadić: Matere herojev pripovedujejo. Ljubljana: Borec, 1976. (COBISS)
- Petar S. Brajović: Konec druge svetovne vojne v Sloveniji. Ljubljana: Borec, 1977. (COBISS)
- Stevan Jakovljević: Velika zmeda. Ljubljana: PD, 1980. (COBISS)
- Živojin Gavrilović: Igmanci. Ljubljana: PD, 1982. (COBISS)
- Ćamil Sijarić: Dvorec. Ljubljana: PD, 1984. (COBISS)
- Nikola Cvetić: Čemerna. Ljubljana: PD, 1986. (COBISS)

### Poezija
- Iz oči v oči. 1974.
- Gorice. 1980.

### Proza
- Pot v prostost: črtice in drugo. Ljubljana: samozal., 1992. (COBISS)